# Франция на «Евровидении-1957»
Франция приняла второй раз участие на конкурсе на «Евровидении 1957», проходившем в Франкфурте-на-Майне, ФРГ, 3 марта 1957 года. На конкурсе её представляла Поль Дежарден с песней «La belle amour», выступившая восьмой. В этом году страна заняла второе место, получив 17 баллов.
Комментатором конкурса от Франции в этом году стал Робер Бове (RTF). Глашатаем от страны стал Клод Дарже.
Дежарден выступила в сопровождении оркестра под руководством Пола Дюрана.

## Национальный отбор
До конца неизвестно, проходил национальный отбор в стране, либо кандидат был отобран внутренне. Конкурс Sept villes, une chanson считают отбором, однако упоминания о «Евровидении» начались только с третьего выпуска шоу.
Национальный отбор в Нидерландах состоял из шести шоу, проходивших каждые две недели. Таким образом, отборы проходили с 21 декабря 1956 года по 28 февраля 1957 года. Изначально жюри состояло из 11 человек, которые находились в семи разных городах, после переформирования, уже были лишь в 6 городах. Ведущим шоу был Робер Бове.
По результатам каждого отборочного тура выбиралась одна песня и два исполнителя. По неизвестным причинам седьмого, финального, шоу не состоялось. Возможно, причиной тому послужила дата выхода шоу, так как шестой выпуск уже был показан за три дня до «Евровидения». Из песен, победивших на отборочных турах, была выбрана La belle amour, а в качестве исполнителя — Поль Дежарден. Но об этом не было сообщено после последнего шоу.
На первых двух шоу произошли нарушения. На одном из них была использована часть песни, которая уже исполнялась на «Евровидении 1956». Другим нарушением послужило то, что при передачи голосов одного из членов жюри произошла ошибка и количество баллов превышало регламент.

### Шоу 1 (21 декабря 1956)[8]
|   | Артист 1                   | Артист 2           | Песня                     | Место | Баллы |
| - | -------------------------- | ------------------ | ------------------------- | ----- | ----- |
| 1 | Фрэнсис Линель             | Пол Пери           | Vive le mariage           | 3     | 8     |
| 2 | Жаклин Роланд              | Оркестр Пол Дюрана | Le petit homme et la noix | 1     | 34    |
| 3 | Клодин Середа и Пол Маттеи | Кэтрин Мец         | Quand ton amour sera fini | 5     | 4     |
| 4 | Жорж Бланес                | Оркестр Пол Дюрана | Rio                       | 4     | 6     |
| 5 | Поль Дежарден              | Les Blue Stars     | Il est la                 | 2     | 22    |

### Шоу 2 (4 января 1957)[9]
|   | Исполнитель 1 | Исполнитель 2      | Песня                           | Место | Баллы |
| - | ------------- | ------------------ | ------------------------------- | ----- | ----- |
| 1 | Марсель Амонт | Оркестр Пол Дюрана | Le photographe                  | 3     | 13    |
| 2 | Надин Янг     | Les Blue Stars     | Mon petit homme et moi          | 2     | 18    |
| 3 | Джон Литтлтон | Симона Ланглуа     | Le manteau de laine             | 1     | 29    |
| 4 | Элен Мартин   | ?                  | Le bleu c'est pour les amoureux | 5     | 10    |
| 5 | Кэтрин Гэй    | Оркестр Пол Дюрана | La polka du petit poisson rouge | 3     | 13    |

### Шоу 3 (18 января 1957)[10]
|   | Исполнитель 1    | Исполнитель 2                 | Песня                | Место | Баллы |
| - | ---------------- | ----------------------------- | -------------------- | ----- | ----- |
| 1 | Suc & Greenhouse | Жак Верьер                    | Le clodo des toits   | 5     | 4     |
| 2 | Жан Бертола      | Фернан Верстраете и Лео Петит | C'est demain         | 1     | 18    |
| 3 | Мате Альтери     | Оркестр Пол Дюрана            | Celui que j'aime     | 2     | 16    |
| 4 | Жак Леруа        | Les Quatre de Paris           | La cour de mon ecole | 2     | 16    |
| 5 | Люсет Рэйлат     | Пьер Луки                     | La mome aux boutons  | 4     | 12    |

### Шоу 4 (1 февраля 1957)[11]
|   | Исполнитель 1   | Исполнитель 2      | Песня                    | Место | Баллы |
| - | --------------- | ------------------ | ------------------------ | ----- | ----- |
| 1 | Даниэль Дюпре   | Джосс Базелли      | La vieux marin           | ?     | ?     |
| 2 | Линия Андрес    | Боб Мартин         | Seulement                | ?     | ?     |
| 3 | Рене Пьер       | Les Quatre Barbus  | Encore de l'argent       | ?     | ?     |
| 4 | Люсет Рэйлат    | Жорж Бланес        | Au bal du samedi         | ?     | ?     |
| 5 | Жан-Луи Тристан | Оркестр Пол Дюрана | Je m'ballade dans Paname | 1     | ?     |

### Шоу 5 (15 февраля 1957)[12]
|   | Исполнитель 1         | Исполнитель 2         | Песня                   | Место | Баллы |
| - | --------------------- | --------------------- | ----------------------- | ----- | ----- |
| 1 | Мария Ли              | Кристиан Борел        | Les deux enfants        | 4     | 9     |
| 2 | Жак Эстерель          | Оркестр Пол Дюрана    | Des souris et les chats | 3     | 15    |
| 3 | Les Bass' Harmonistes | Оркестр Пол Дюрана    | Les aurochs             | 5     | 0     |
| 4 | Жозетт Приват         | Оркестр Пол Дюрана    | La belle amour          | 1     | 25    |
| 5 | Гай Марли             | Les Bass' Harmonistes | Moi qui vous parle      | 2     | 17    |

### Шоу 6 (28 февраля 1957)[13]
|   | Исполнитель 1    | Исполнитель 2      | Песня                     | Место | Баллы |
| - | ---------------- | ------------------ | ------------------------- | ----- | ----- |
| 1 | Mistigri         | Оркестр Пол Дюрана | Ma dondon                 | 6     | 3     |
| 2 | Феликс Мартен    | Братья Демарни     | Mon vieux phono           | 5     | 9     |
| 3 | Гай Северинс     | Безымянный квартет | Quelqu' un viendra demain | 1     | 15    |
| 4 | Виктория Марино  | Мигель Амадор      | Villa bella               | 3     | 12    |
| 5 | Люсьен Люпи      | Оркестр Пол Дюрана | La reine du port          | 1     | 15    |
| 6 | Рене-Луи Лаффорг | Жаклин Аллард      | Mon premier amour         | 4     | 10    |

## Страны, отдавшие баллы Франции[14]
Жюри каждой страны из десяти человек распределяло 10 баллов между понравившимися песнями
| Отдали Франции… | Отдали Франции… | Отдали Франции…              | Отдали Франции… |
| 6 баллов        | 4 балла         | 2 балла                      | 1 балл          |
| --------------- | --------------- | ---------------------------- | --------------- |
| Германия        | Люксембург      | Дания Бельгия Великобритания | Нидерланды      |

## Страны, получившие баллы от Франции
| 6 баллов | Германия   |
| 4 балла  | Нидерланды |